# Evette de Klerk
Pour les articles homonymes, voir de Klerk.
Evette de Klerk, née le 21 août 1965, est une athlète sud-africaine.

## Carrière
Elle est médaillée d'argent du relais 4 x 400 mètres et médaillée de bronze du 200 mètres et du relais 4 x 100 mètres aux Championnats d'Afrique d'athlétisme 1993 à Durban. 
Elle est demi-finaliste du 200 mètres féminin aux championnats du monde d'athlétisme 1993 à Stuttgart.